# Chasse au Godard d'Abbittibbi
Pour plus de détails, voir Fiche technique et Distribution.
Chasse au Godard d'Abbittibbi est un film québécois réalisé par Éric Morin sorti en 2013 et mettant en vedette Sophie Desmarais, Alexandre Castonguay et Martin Dubreuil.

## Synopsis
En décembre 1968, en Abitibi, alors que le réalisateur Jean-Luc Godard visite la ville de Noranda, deux jeunes, Michel et Marie, exaltés par la visite, se lancent dans une quête identitaire et sociale. Aidés par Paul, un montréalais qui accompagne le réalisateur français, qui les initie à la vidéo, nouvel outil médiatique, ils se lancent tous les trois dans une série d'entrevues pour tâter le pouls des gens de la région. Comme les jeunes de sa région, Marie est divisé entre l'attachement à sa famille et sa région et le désir de l'exode vers la grande ville.

## Fiche technique
Source : IMDb et Films du Québec
- Titre original : Chasse au Godard d'Abbittibbi
- Réalisation : Éric Morin
- Scénario : Éric Morin
- Musique : Philippe B
- Direction artistique : Marie-Hélène Lavoie
- Costumes : Caroline Bodson
- Maquillage et coiffure : Maïna Militza
- Photographie : Louis-Philippe Blain
- Son : Yann Cleary, Martin Rouillard
- Montage : Jonathan Tremblay, Éric Morin
- Production : Olivier Picard, David Pierrat, Patrick Zaloum
- Société de production : Parce Que Films
- Sociétés de distribution : FunFilm
- Budget : 1 million $ CA
- Pays de production :  Canada
- Tournage : Rouyn-Noranda et ses environs à l'hiver 2012
- Langue originale : français
- Format : couleur — format d'image : 2,44:1, 1,33:1
- Durée : 100 minutes
- Dates de sortie :
  - Allemagne : 30 septembre 2013 (première mondiale lors du 21e Festival du film de Hambourg)
  - Canada : 26 octobre 2013 (première québécoise lors de la 32e édition du Festival du cinéma international en Abitibi-Témiscamingue)[2]
  - Canada : 1er novembre 2013 (sortie en salle au Québec)
  - Canada : 2 septembre 2014 (DVD)

## Distribution
- Sophie Desmarais : Marie
- Alexandre Castonguay : Michel
- Martin Dubreuil : Paul
- Jean-Philippe Goncalves : Jean-Luc Godard
- Céline Dompierre : Anne Wiazemsky, la femme de Godard
- René-Daniel Dubois : narrateur
- Normand Canac-Marquis : David-Armand Gingras, animateur et directeur de Radio-Nord Télévision
- Rachelle Lortie : mère de Marie
- Dany Boudreault : un cégepien
- Jacques Matte : client du cinéma
- Réal V. Benoit : mineur chanteur

## Distinctions

### Nominations
- Prix Jutra 2014 :
  - meilleure direction artistique : Marie-Hélène Lavoie
  - meilleurs costumes : Caroline Bodson
  - meilleur maquillage : Maïna Militza
  - meilleure coiffure : Maïna Militza
  - meilleur son : Yann Cleary et Martin Rouillard